# 索洛蒙·洛佐夫斯基
索洛蒙·阿布拉莫维奇·洛佐夫斯基（俄语：Соломон Абрамович Лозовский；1878年3月16日—1952年8月12日），化名阿列克谢·洛佐夫斯基（Алексей Лозовский），本名索洛蒙·阿布拉莫维奇·德里佐（Соломон Абрамович Дридзо），是一名全联盟共产党（布尔什维克）党员、布尔什维克革命家，苏联政府高级官员，曾担任全苏工会中央理事会主席团成员、联共（布）中央委员会委员、苏联最高苏维埃代表、苏联副外交人民委员和苏联新闻局局长。他还担任过联共（布）中央高级党校国际关系部的主席。

## 生平
1878年，洛佐夫斯基出生于俄罗斯帝国葉卡捷琳諾斯拉夫省亚历山大罗夫县一个贫穷犹太教师家庭。少年时当过铁匠，后进入军事学校学习。1900年起，他参加革命活动，曾在帕纽提诺和洛佐瓦亚车站的铁路员工中组织社会民主主义小组。从事地下活动期间，他为自己取化名洛佐夫斯基，名字的来源是地名洛佐瓦亚。:177–1781901年，加入俄国社会民主工党。1903年8月，他由于从事革命活动在圣彼得堡被捕，监禁一年后被遣送喀山。1904年11月，他在流放中得知了社会民主劳动党的分裂情况，决定加入布尔什维克。1905年10月，他因参与了对喀山警察局的突袭再次被捕，三周后被释放。12月，他在圣彼得堡再次被捕，然后在逃往哈尔科夫后再次被捕。1906年7月至1908年5月，洛佐夫斯基一直在监狱中。后来政府将他流放伊尔库茨克，洛佐夫斯基在途中逃跑。1909年至1917年流亡巴黎，从事工会运动，担任制帽工人协会主席。第一次世界大战期间，参加组织工人国际法国支部和总工会中的国际主义派。1917年6月回到俄国，重新加入了布尔什维克，同年7月底召开的全俄工会第三次代表大会上当选中央理事会书记。
在重新加入共产党之后，洛佐夫斯基仍然保留了贸易工会秘书的独立地位。1917年11月17日，也就是十月革命之后十天，他发表了一份个人信仰声明，称“我不能由于考虑到党的纪律而保持沉默，因为我不能看到一些马克思主义者如此违背理智和违反自然威力而不考虑客观情况。客观情况命令我们在面临崩溃危险时应与所有社会主义政党联合。……我不能沉湎于个人崇拜，它会使与所有社会主义政党的联合取决于这个或那个人物是否在政府部门担任职务。”声明逐一批评了当时布尔什维克的专政，其中包括任意逮捕、征兵、一党专政等等。他希望布尔什维克与其他社会主义党派结成联盟，抗议俄国立宪会议解体、并抗议与德国签订的和平条约。由于在对党的策略和工会问题上反对列宁的观点，特别是反对列宁关于工会问题、限制新闻出版自由的观点，洛佐夫斯基被开除出布尔什维克党。他也被工会中央委员会除名，但仍被任命为纺织工人工会的秘书。1918年3月起，他开始领导俄国社会民主工党（国际主义者）。1918年7月，当选全俄铁路工人联合会书记。1919年12月，该派组织整体合并进入俄共，他也因此重新加入共产党，之后再也没有公开质疑过党的路线。1920年担任莫斯科省工会理事会主席。
1920年7月，出席共产国际第二次代表大会。当时布尔什维克当局在莫斯科决定成立赤色职工国际时，洛佐夫斯基因在法国工会运动中的丰富履历，成为了总书记的最佳人选。1921年至1937年，任赤色职工国际总书记，期间，他出席共产国际第三、第四次代表大会，多次当选共产国际执行委员会委员、主席团委员。1924年，在共产国际第五次代表大会上重新当选为共产国际执行委员会委员。
1925年至1926年，在共产国际执行委员会第三次扩大全会会议上，洛佐夫斯基作工会问题报告，并当选为执行委员会主席团委员和共产国际政治书记处候补书记。1926年10月，在莫斯科同契切林、温施利赫特和加拉罕一起，应苏联外交人民委员会要求报告中国问题。1927年4月至5月，洛佐夫斯基出席了中国共产党第五次全国代表大会。6月出席在武汉召开的第四次中国劳动大会。在1927年12月，召开的联共第十五次代表大会上和在1934年1月召开的联共第十七次代表大会上，洛佐夫斯基均被选为中央委员会候补委员。1928年6月在莫斯科参与起草即将召开的中共六大有关职工运动决议草案的工作。1932年5月和皮亚特尼茨基致电中共中央，答复中共中央第33号来电，其中表示不赞成修改或删掉红色职工国际决议的部分内容。

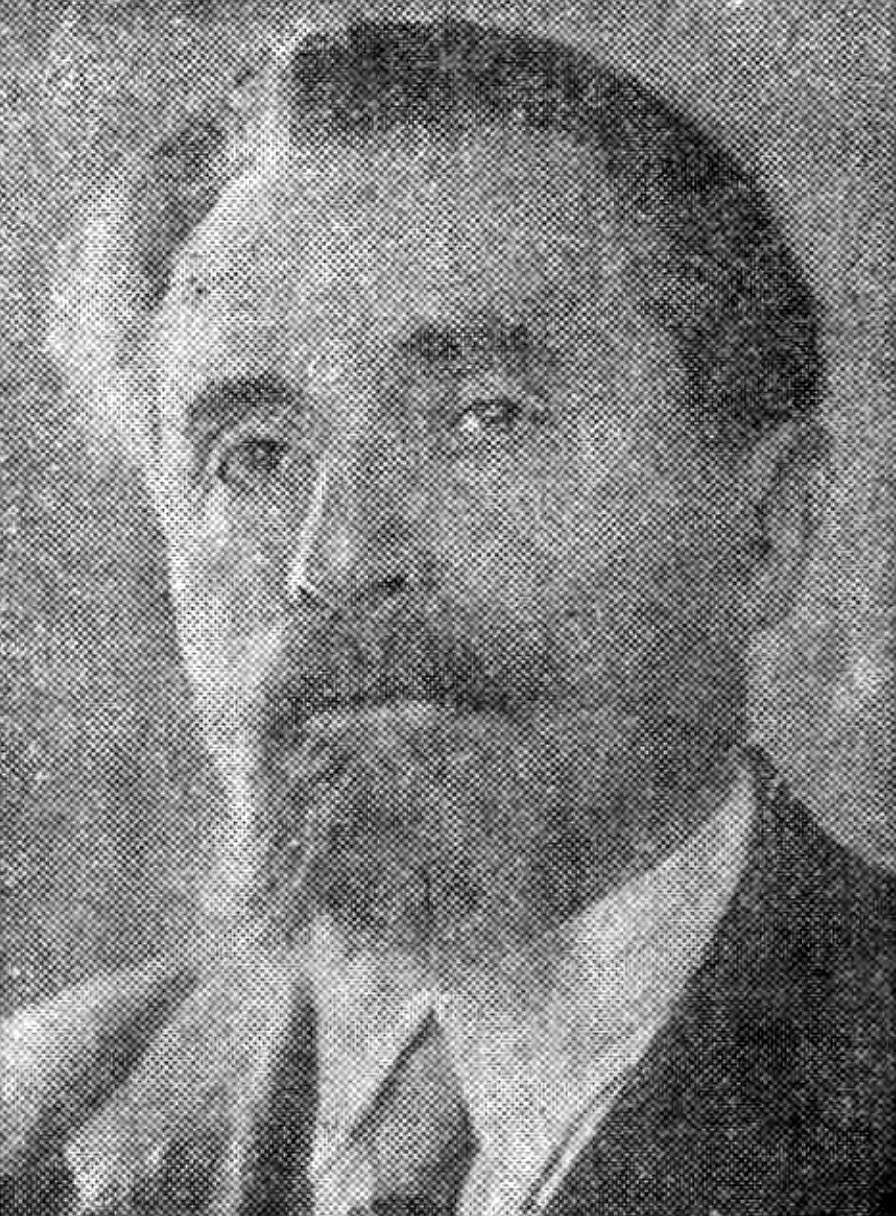
1938年的洛佐夫斯基

1937年红色职工国际解散，结束其红色职工国际总书记生涯。1937年，苏联共产主义政策转变为倡导反法西斯统一战线，洛佐夫斯基被任命为苏联副外交人民委员，负责远东和斯堪的纳维亚半岛的工作。1939年到1949年，他成为联共（布）中央委员会中最年长的成员。第二次世界大战期间，他担任苏联新闻局副局长，负责处理从苏联战线到外国媒体的所有信息，他也因此成为驻莫斯科的西方记者熟悉的人物。1941年，当被告知外国新闻报道德国士兵可以用双筒望远镜看到莫斯科时，洛佐夫斯基反驳道：“当他们成为战争俘虏之时，德国人毫无疑问会看到莫斯科。”他还是犹太反法西斯委员会的成员，该委员会隶属于苏联新闻局，其目的是影响国际舆论，争取西方的犹太人为战争提供政治和物质支持。1945年到1948年，他一直担任苏联新闻局局长。此外，在1940年至1949年，他还在中央高级党校，承担国际关系史和苏联外交政策史的教学工作。

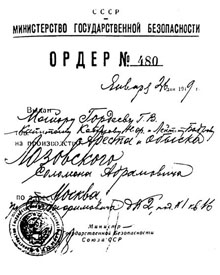
1949年1月26日，洛佐夫斯基的逮捕令

1943年，演员索罗门·米霍埃尔斯等人开始推动在苏联境内建立一个犹太家园。洛佐夫斯基建议，最佳地点应该是克里米亚，并帮助米霍埃尔斯于1944年2月向克里姆林宫起草了一份书面呼吁。但在以色列建国后，斯大林将此定性为犹太人的阴谋，并命令警方组织以洛佐夫斯基为主要被告的审判。1949年1月26日，洛佐夫斯基被捕，并受尽酷刑。尽管他已70岁年迈，并承受着难以置信的压力，但他从未承认过自己的罪行，也从未指认过其他人。这场封闭式审判持续了两个半月。期间，主审法官亚历山大·切普措夫认为此案的审讯程序和文档记录存在缺陷，两次中断审判，请求上级重启调查。:59-621952年7月18日，洛佐夫斯基等人被判处死刑立即执行。此时切普措夫仍在向苏联高层请求宽大处理，试图延缓死刑的执行。切普措夫向斯大林转寄了洛佐夫斯基的声明书，但斯大林并不理会。1952年8月12日，洛佐夫斯基与犹太反法西斯委员会的另外十三名成员被处决，这一事件被称为“被谋杀的诗人之夜”。斯大林死后，苏联最高法院军事审判庭于1955年11月22日宣布，对犹太反法西斯委员会的指控不实。:504洛佐夫斯基等人得到死后平反。
洛佐夫斯基著有《马克思与工会》、《中国的工会与革命》等书籍，参与主编《外交辞典》第1卷等书。